# Platycephala scapularum
Platycephala scapularum är en tvåvingeart som först beskrevs av Becker 1907.  Platycephala scapularum ingår i släktet Platycephala och familjen fritflugor. Inga underarter finns listade i Catalogue of Life.